# Johannes Bröcker

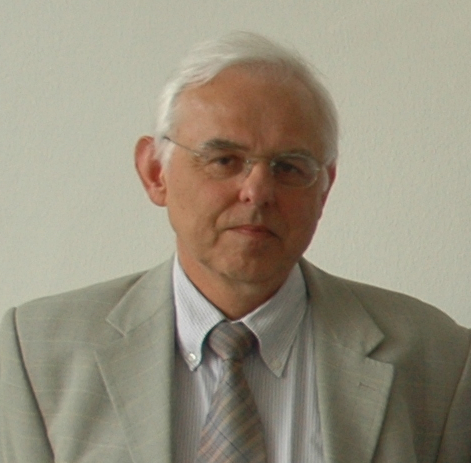
Johannes Bröcker in 2010

Johannes Bröcker (* 10. April 1950 in Kiel; † 19. Januar 2021 ebenda) war ein deutscher Wirtschaftswissenschaftler mit Schwerpunkt in der Regionalökonomie und leitete als Professor für Internationale und Regionale Wirtschaftsbeziehungen
das Institut für Regionalforschung an der Christian-Albrechts-Universität zu Kiel.

## Leben
Bröcker wurde im April 1950 in Kiel geboren und studierte an den Universitäten Freiburg im Breisgau und Kiel Wirtschaftswissenschaften. Seine Eltern waren Walter Bröcker und Käte Bröcker-Oltmanns (* 20. September 1906;  † 2. Januar 1999). 
Nach seinem Diplom 1974 promovierte er 1983 erfolgreich zum Doktor mit der Auszeichnung Summa cum laude ebenfalls an der Universität Kiel. Seine Habilitation folgte 1992 in Kiel zum Thema Numerische multiregionale Gleichgewichtsanalyse.
1993 wurde er als Professor für Makroökonomie und Raumwirtschaft an die Fakultät Verkehrswissenschaften „Friedrich List“ der Technischen Universität Dresden berufen, folgte jedoch 2000 dem Ruf zurück an die Universität Kiel. 2015 ging er in den Ruhestand.
Johannes Bröcker war der Stammvater der Entwicklung von räumlichen berechenbaren allgemeinen Gleichgewichtsmodellen (SCGE) (Bröcker, 1995) und diese Arbeit spiegelte sein festes Fundament in der Standorttheorie wider, wo er auf die Arbeit von Lösch und Chamberlin zurückgriff. Er hat auch zu Entwicklung der Prognosemodellen für Warenströme in den multiregionalen Ökonomien beigetragen (Bröcker, 1985). Später lieferte er eine gewisse Integration von allgemeinen Gleichgewichts- und Transportsystemen (Bröcker und Mercenier, 2011). Einer seiner meistzitierten Artikel (Bröcker, 1998) entwickelte sehr früh ein operationelles räumliches berechenbares Gleichgewichtsmodell, das auf dem Arrow-Debreu-Gleichgewicht unter vollkommener Konkurrenz aufbaute. Das Modell wurde als eines anerkannt, das sowohl transparent als auch sparsam (in Bezug auf die Anzahl der Gleichungen) war, und die Fähigkeit von Johannes Bröcker, sich effektiv von starken theoretischen Grundlagen zur empirischen Implementierung zu bewegen, perfekt illustrierte. Dieses Modell und die nachfolgende Versionen wurden in einer Vielzahl von Anwendungen eingesetzt, um die Auswirkungen von EU-Erweiterung, Infrastrukturinvestitionen (insbesondere im Transportwesen), Verkehrs-, Handels- und Regionalpolitik zu bewerten.

## Mitgliedschaften
- Verein für Socialpolitik, 1996–2000 Leiter des Ausschusses für Regionaltheorie und -politik
- Akademie für Raumforschung und Landesplanung (ARL)
- European Regional Science Association (ERSA)
- Gesellschaft für Regionalforschung
- August-Lösch-Gesellschaft, Vize-Präsident
- August-Lösch-Kommission der Stadt Heidenheim an der Brenz

## Veröffentlichungen
- mit U. Blum, A. Karmann, Marco Lehmann-Waffenschmidt, F. L. Sell, D. Wellisch, H. Wiesmeth: Grundlagen der Volkswirtschaftslehre. Springer, Berlin u. a. 1999, ISBN 3-540-66297-9.
- Determinanten des regionalen Wachstums im sekundären und tertiären Sektor der Bundesrepublik Deutschland 1970 bis 1982 (= Schriften des Instituts für Regionalforschung der Universität Kiel. Bd. 10). VVF, München 1989, ISBN 3-88259-617-1.
- Interregionaler Handel und ökonomische Integration. Empirische Modelle für westeuropäische Länder und Regionen (= Schriften des Instituts für Regionalforschung der Universität Kiel. Bd. 6). V. Florentz, München 1984, ISBN 3-88259-295-8 (Zugleich: Kiel, Univ., Diss., 1983).
- mit Karin Peschel, Walter Reimers: Regionales Wachstum und ökonomische Integration. Eine empirische Modellstudie für Skandinavien und die Bundesrepublik Deutschland (= Schriften des Instituts für Regionalforschung der Universität Kiel. Bd. 5). V. Florentz, München 1983, ISBN 3-88259-233-8.
- mit Hayo Herrmann, Wolf-Dieter Schmidtke, Karin Peschel: Kommunikationskosten und internationaler Handel. Überlegungen zum Marktverhalten von Exporteuren und empirische Untersuchungen zur Erklärung der Außenhandelsverflechtung (= Schriften des Instituts für Regionalforschung der Universität Kiel. Bd. 4). V. Florentz, München, 1982, ISBN 3-88259-231-1.
- “Partial equilibrium theory of interregional trade and the gravity model,” Papers of the Regional Science Association 66, 1985, 7–18.
- “Chamberlinian spatial computable general equilibrium modelling: a theoretical framework,” Economic Systems Research, 7, 1995, 137–149.
- “Operational Spatial Computable General Equilibrium Modelling,” Annals of Regional Science, 32, 1998, 367–387.
- mit Jean Mercenier “General Equilibrium Models for Transportation Economics,” in André de Palma, Robin Lindsey, Emile Quinet, and Roger Vickerman (eds.) Handbook of Transport Economics Vol. 1, Cheltenham, Edward Elgar, 2011, pp. 21–45.